# DYNAMIC CHORD
『DYNAMIC CHORD』（ダイナミックコード）は、アスガルドより発売されている乙女ゲームシリーズ。

## 登場人物
声はゲーム・CD・テレビアニメの担当声優、演は舞台の担当俳優。

### ゲーム版主人公
いずれも名称変更が可能（柊美羽はアーティスト名も変更可能）。担当声優および俳優は無し。
上遠野 理緒（あたの りお）
ゲーム『DYNAMIC CHORD feat.[rêve parfait] 』と同アペンドディスク版の主人公。
攻略キャラクターと同じルチル大学付属高等学校に通う、高校2年生。
香椎玲音、香椎亜貴、天城成海とは幼少期からの幼馴染で、月野原久遠とは中学、百瀬つむぎとは高校からの付き合い。
双海 仁菜（ふたみ にな）
ゲーム『DYNAMIC CHORD feat.Liar-S』と同アペンドディスク版の主人公。
攻略キャラクターと同じ藍鉄大学に通う大学3年生。
製薬会社の社長令嬢で、結崎芹とは高校生の時からの知り合いだが、檜山朔良、珠洲乃千哉、榛名宗太郎とは大学からの付き合い。
霧下 このは（きりした このは）
ゲーム『DYNAMIC CHORD feat.KYOHSO』と同アペンドディスク版の主人公。
音楽レーベル会社、芸能事務所のダイナミックコードで働く社員でKYOHSOのマネージャー。
柊 美羽（ひいらぎ みう）
ゲーム『DYNAMIC CHORD feat.apple-polisher』版と同アペンドディスク版の主人公。
天城成海、香椎玲音、百瀬つむぎと同じ黒曜芸術大学に通う大学2年生。
シンガーソングライターの Miu として芸能活動を行っている。
天城成海とは小学生時代にアメリカで出会い、初恋の相手。

### [rêve parfait]（レーヴ パッフェ）
略称は「レバフェ(もしくはレヴァフェ)」。ファンの名称は「クイーン」
香椎玲音（かしい れおん）
声 - 江口拓也 / 演 - 松岡卓弥
誕生日:3月13日。星座:魚座。血液型:AB型。身長:175cm。趣味:アイスの食べ歩き。
年齢:17歳（原作ゲーム：[rêve parfait]）→19歳（原作ゲーム：apple-polisher）→20歳（アニメ）
バンドでの活動名はKing。バンド名の発案者で担当はヴォーカル。
好奇心旺盛で、興味を持ったことは何でも挑戦しなければ気が済まない性格。
自分の夢はもちろん、ファンを喜ばせることを何よりも大切に考えており、音楽活動に懸命に取り組むだけでなく、衣装デザインやライブの演出などにも積極的に意見を出している。
同じバンドのKnightこと香椎亜貴の実弟で、apple-polisherのボーカル NaL こと天城成海とは幼馴染、KYOHSOの TOKIHARU こと英時明とは従兄弟である。
デビューする前からKYOHSOのファン(クレド)でありYORITOのファン。
百瀬つむぎ（ももせ つむぎ）
声 - 木村良平 / 演 - とまん
誕生日:12月25日。星座:山羊座。血液型:B型。身長:172cm。趣味:甥っ子と遊ぶこと。いちごが好き。
年齢:16歳（原作ゲーム：[rêve parfait]）→19歳（アニメ）。
バンドでの活動名はBishop。楽器隊の1人で担当はベース。
他人に振り回されずに自分の意思を貫く、一本筋の通った強い心の持ち主。
ケンカっ早い性格ではあるものの、時折周囲が驚くほど大人びた意見を出すことがあり、メンバーの誰よりも精神的に自立している。
奏でられる力強いベースの音色は、本人のまっすぐな性格とよく似ていると評判。
バンド内では最年少だが、甥っ子のたくとと一緒に暮らしていてよく面倒を見ている。
月野原久遠（つきのはら くおん）
声 - 鳥海浩輔 / 演 - 石賀和輝
誕生日:7月8日。星座:蟹座。血液型:O型。身長:180cm。趣味:旅行。
年齢:18歳（原作ゲーム：[rêve parfait]）→22歳（アニメ）。
バンドでの活動名はRook。バンドのリーダーで楽器隊の1人、担当はギター。
面倒見が良く、いつも玲音とつむぎのお子様ズの面倒を見ているが、やや天然でおっちょこちょいな面もあり、そんなところがメンバーから愛されている。
妹がいて、重度のシスコンである。
ギタリストとして活動するだけでなく、ミックスやマスタリング等の作業も担当しており、[rêve parfait]の楽曲に大きく貢献している。
香椎亜貴（かしい あき）
声 - 広瀬裕也 / 演 - 竹内唯人
誕生日:11月2日。星座:蠍座。血液型:A型。身長:179cm。趣味:お弁当作り、掃除。
年齢:18歳（原作ゲーム：[rêve parfait]）→21歳（アニメ放送中に22歳に）。
バンドでの活動名はKnight。メンバー名の発案者で楽器隊の1人、担当はドラム。
少し気弱で緊張しやすい性格だが、メンバーのため、自分を支えてくれる人達のために強くあろうと、日々奮闘している努力家。
ドラマーとしてメンバーを支えるほか、本人の印象からは想像もつかないような奇抜な歌詞を書き、それがバンドの売りとなっている。
同じバンドのKingこと香椎玲音の実兄で、apple-polisherのボーカル NaL こと天城成海とは幼馴染、KYOHSOの TOKIHARU こと英時明とは従兄弟である。

### Liar-S（ライアーズ）
ファンの名称は「クルー」
檜山朔良（ひのやま さくら）
声 - 寺島拓篤 / 演 - 三山凌輝
担当:ギター&ヴォーカル。年齢:21歳（原作ゲーム：Liar-S）→24歳（アニメ）。血液型:B型。誕生日:8月3日。身長:176cm。星座:獅子座。趣味:食べる・寝る・猫と遊ぶこと。
自分の歌とバンドに高いプライドと自信を持っている、ハングリー精神旺盛なLiar-Sのフロントマン。
クールな印象を持たれがちだが、実際はとてもマイペースな性格で、食べること、寝ること、猫と遊ぶことが趣味。密かな悩みは、ヴォーカリストでありながら喫煙がやめられないこと。
珠洲乃千哉（すずの ちや）
声 - 岡本信彦 / 演 - 服部武雄
担当:ギター。星座:射手座。年齢:20歳（原作ゲーム）→23歳（アニメ）。血液型:O型。誕生日:12月9日。身長:170cm。趣味:音楽・映画・プラネタリウム鑑賞。
ギタリストであり、楽曲の作詞と作曲を担当している、Liar-Sきっての音楽家。
性格は真面目で誠実さに溢れているが、曲がったことが大嫌いというやや頑固な一面もあり、自由奔放なメンバーとよく衝突している。
星や空を眺めることが好きで、楽曲にもよくモチーフリフとして扱っている。
結崎芹（ゆいさき せり）
声 - 柿原徹也 / 演 - 吉澤翼
担当:ドラム。星座:牡羊座。年齢:21歳（原作ゲーム：Liar-S）→24歳（アニメ）。血液型:AB型。誕生日:4月17日。身長:179cm。趣味:飲み会、ドライブ。
Liar-Sのドラムとリーダーを担当している、軽いノリが持ち味の気のいい青年。
どんな相手とも打ち解けられる抜群のコミュニケーション能力の持ち主で、その親しみやすさから業界でも広く愛されている。
仕事に対しては誰よりも真面目だが、努力を褒められることが苦手という照れ屋な一面も。
榛名宗太郎（はるな そうたろう）
声 - 斉藤壮馬 / 演 - 正木郁
担当:ベース。星座:牡牛座。年齢:21歳（原作ゲーム：Liar-S）→24歳（アニメ）。血液型:O型。誕生日:5月1日。身長:174cm。趣味:ショッピング、イケメン鑑賞。
フェミニンな言動でメンバーを明るく可愛らしく支える、Liar-Sのマスコット的存在。
ベーシストとしての腕前は、女性的で繊細な音色から男らしく突き抜けたビートまでを巧みには弾きこなす、幅広い演奏技術の持ち主。

### KYOHSO（キョーソー）
バンド名は「狂騒」が由来。ファンの名称は「クレド」
城坂依都（きさか よりと）
声 - 森久保祥太郎 / 演 - 新里宏太
バンド名:YORITO。星座:天秤座。担当:ヴォーカル。血液型:B型。年齢:28歳（原作ゲーム：KYOHSO）→30歳（アニメ放送中に31歳に）。身長:185cm。誕生日:10月15日。趣味:歌うこと、ドライブ。
KYOHSOのヴォーカルであり、事務所を代表するカリスマアーティスト。飄々としており、軽いノリの性格だが、歌に対しては誰よりもアツい情熱を抱いている。
ファンの心をつかんで離さない力強い歌声と激しいパフォーマンスは、世界からも高い評価を受けている。
英時明（はなぶさ ときはる）
声 - 立花慎之介 / 演 - 杉江優篤
バンド名:TOKIHARU。星座:水瓶座。担当:ギター。血液型:O型。年齢:27歳（原作ゲーム：KYOHSO）→30歳（アニメ）。身長:182cm。誕生日:1月22日。趣味:ワインや紅茶のコレクション。
誰に対しても物腰穏やかなフェミニストだが、捉えどころがなくどこかミステリアスな雰囲気を漂わせている、謎多きKYOHSOのリーダー。
高い演奏技術を駆使するギタリストとしてその名を知らしめているほか、作曲家としてKYOHSOを象徴する様々な楽曲を生み出している。
黒谷優（くろや ゆう）
声 - 石川界人 / 演 - 山口大地
バンド名:YUU。星座:双子座。担当:ベース。血液型:AB型。年齢:26歳（原作ゲーム：KYOHSO）→29歳（アニメ）。身長:178cm。誕生日:6月2日。趣味:ビビの世話。
身軽で激しいパフォーマンスが特徴のベーシスト。
プライベートでは多くを語らないクールな青年で、常に他人を寄せつけない空気を漂わせているが、自分が認めている相手に対してはとても情が深い。
飼っているふくろうの相手をするのが至福の時らしい。
諏宮篠宗（すみや しのむね）
声 - 八代拓 / 演 - KEN'ICHI
バンド名:SHINOMUNE。星座:魚座。担当:ドラム。血液型:O型。年齢:32歳（原作ゲーム：KYOHSO）→34歳（アニメ）。身長:180cm。誕生日:2月26日。趣味:料理、トレーニング。
鍛え抜かれたたくましい身体とまぶしい笑顔がトレードマークの、バンドの良心。
人一倍情にあつく、大らかで心優しい性格のため、メンバーはもちろん事務所の後輩たちからも慕われている。KYOHSOの重厚なサウンドを、持ち前のパワフルなドラムで支えている。

### apple-polisher（アップル ポリッシャー）
作中での略称は「アッポリ」。ファンの名称は「Eve(イブ)」
天城成海（あまぎ なるみ）
声 - 蒼井翔太 / 演 - 藤家和依（ACT ONE AGE）
バンド名:NaL。星座:双子座。担当:ヴォーカル。血液型:A型。年齢:20歳（原作ゲーム：apple-polisher）→21歳（アニメ）。身長:180cm。誕生日:6月13日。趣味:朝のランニング。亜貴と玲音とは幼なじみ。
apple-polisherのヴォーカルで、バンドの最年少。優しく素直で朗らかな性格とは裏腹に、ステージでは熱く艶のある眼差しを見せることも。
どこまでも響き渡るような伸びやかで透き通った歌声は聴き手の心を揺さぶる。小さい頃から海外で過ごしていたため語学も堪能。
見た目によらずかなりの大食い。
音石夕星（おといし ゆうせい）
声 - 櫻井孝宏 / 演 - 松村優
バンド名:Toi。星座:水瓶座。担当:ドラム。血液型:AB型。年齢:22歳（原作ゲーム：apple-polisher）→23歳（アニメ）。身長:178cm。誕生日:2月5日。趣味:ダーツ、日向ぼっこ。
通常のドラムに加えて電子ドラムも扱う多彩なドラマー。
海外暮らしが長く自由気ままで、女性とも気軽に接するプレイボーイ。
国内外問わずふらりと出かける放浪癖を持つ。率直に言葉を発するため誤解されやすいが、それは物事の機微に聡く、本質を捉える感受性が強い故。
青井有紀（あおい ゆき）
声 - 中島ヨシキ / 演 - 松井勇歩
バンド名:UK。星座:天秤座。担当:ギター。血液型:B型。年齢:25歳（原作ゲーム：apple-polisher）→26歳（アニメ放送中に27歳に）。身長:182cm。誕生日:10月17日。趣味:楽器屋・CDショップ巡り。
apple-polisherを作った、音楽に並々ならぬ情熱を注ぐギタリスト。作詞作曲を担当することも多く、得意とするダンサブルな楽曲はバンドの個性になっている。
掴みどころのない一歩引いた物言いも魅力のひとつだが、懐に入れた相手には強い執着を見せることも。タバコとビールを愛している。
黒沢忍（くろさわ しのぶ）
声 - 梅原裕一郎 / 演 - 稲垣成弥
バンド名:Kuro。星座:乙女座。担当:ベース。血液型:O型。年齢:26歳（原作ゲーム：apple-polisher）→28歳（アニメ）。身長:185cm。誕生日:9月17日。趣味:料理、読書。
静かな中に芯のある音で観客を惹き込むベーシスト。
面倒見が良く、個性豊かなメンバーをまとめ、リーダーとしてバンドを支えている。
相手を想い厳しく意見をすることもあるが、ふとした瞬間に見せる優しい笑顔はそのベース同様に温かさを持ち、周囲からの信頼も厚い。
酔うとナッツの皮を食べる。

### マネージャー
五十嵐八雲（いがらし やくも）
声 - 小林裕介
[rêve parfait]のマネージャー。誕生日:6月20日
加賀真実（かが まなみ）
声 - 工藤雅久 / 演 - 松村泰一郎
Liar-Sのマネージャー。誕生日:9月13日
相模原龍雄（さがみはら たつお）
声 - 茂木たかまさ
apple-polisherのマネージャー。誕生日:3月3日
伊澄久臣（いずみ ひさおみ）
声 - 西田雅一 / 演 - 塩川渉
DYNAMIC CHORDの代表取締役。誕生日:2月8日

### アニメオリジナルキャラクター
道明寺辰哉（どうみょうじ たつや）
声 - 松風雅也
黒曜芸術大学の写真科に通う学生で6年生。
いつもは[rêve parfait]たちなどのバンド風景の撮影（?）をしているが、その撮影のシャッター音でどうしてもエコーがかかってしまう。
移動手段にスクーターを使用しており、出る時にハンドルを曲げないで直角に曲がるなど、高性能。最初はバンドのメンバーたちから嫌がられるも、だんだんと和解していく。

## ゲーム

### 恋愛アドベンチャー
| 発売日         | タイトル                                      | 機種    |
| -------------- | --------------------------------------------- | ------- |
| 2014年12月26日 | DYNAMIC CHORD feat.[rêve parfait]             | Windows |
| 2015年3月27日  | DYNAMIC CHORD feat.Liar-S                     | Windows |
| 2015年6月26日  | DYNAMIC CHORD feat.KYOHSO                     | Windows |
| 2016年1月29日  | DYNAMIC CHORD feat.[rêve parfait] Append Disc | Windows |
| 2016年4月29日  | DYNAMIC CHORD feat.Liar-S Append Disc         | Windows |
| 2016年7月29日  | DYNAMIC CHORD feat.KYOHSO Append Disc         | Windows |
| 2016年9月29日  | DYNAMIC CHORD feat.[rêve parfait] V edition   | PS Vita |
| 2016年11月4日  | DYNAMIC CHORD feat.apple-polisher             | Windows |
| 2016年12月22日 | DYNAMIC CHORD feat.Liar-S V edition           | PS Vita |
| 2017年3月30日  | DYNAMIC CHORD feat.KYOHSO V edition           | PS Vita |
| 2018年6月28日  | DYNAMIC CHORD feat.apple-polisher V edition   | PS Vita |

2019年6月10日からiOS端末およびAndroid端末用の定額課金制の乙女ゲームのやり放題サービス『彼コレクション』で、全ての「V edition」がボイス無しで、順次配信された。『彼コレクション』は2020年4月3日終了が決まり、ラストシナリオまで更新されなかったキャラもいた。

### 育成シミュレーション
DYNAMIC CHORD JAM&JOIN!!!
2018年8月9日からサービス開始し、2019年4月18日にサービス終了。課金方法はガチャに使用するダイヤ販売。事前登録の時点で登録数40万人突破。プレイヤーがライブハウスのスタッフとなって、4組のバンドグループの音楽活動を支えていくという育成シミュレーション。原作の恋愛アドベンチャーゲーム同様に乙女ゲームやり放題サービス『彼コレクション』での再配信が予定されていた。その前にサービスの終了が決まり配信されなかった。
システム
- メインストーリーはユーザーランクが1つ上がるごとに1つずつ解放されていく。ランクを上げるにはカードを編成してリハーサルかライブを行なうことで経験値が手に入る。カードの覚醒タブを選ぶと重複したキャラ同士を合わせることができ、覚醒するとレベルの上限が上がったり、絵柄が変化した。

ストーリーパート
- バンドマンたちの音楽活動やプライベートな姿の見れる新作エピソードになっていて、バンドの枠組みを超えたキャラ同士の掛け合いもあるのが見どころ。

LIVEパート
- 推しのバンドマンを選んでリハーサルを行い、能力を高めて「LIVE」の成功率をあげる。リハーサルを経て成長したバンドマン達をライブでさらに応援が可能。応援は文字を送るためにタップするだけ。
- リハーサルをするとユーザーランクの経験値の他にカード自体の経験値も上がり信頼度を得ることができる。一定値まで上がると信頼度ストーリーを読むことが可能になる。
- ライブを行うとリハーサル同様に経験値と、ゲーム内通貨のゴールドがもらえる他、成長度という物が各カードにはついていて、信頼度と一緒で一定値まで上がると専用の成長度ストーリーを読むことが可能になる。

ルーム画面
- ミニキャラになったバンドマンがルーム画面に遊びにきて各々過ごしている様子を眺められる。ルームアイテムを飾ることもできる。

アルバイト
- メンバーをアルバイトに向かわせるとゲーム内通貨ゴールドを得ることができる。キャラクターはランダムで選ばれ、選ばれたキャラ同士によっては会話が発生する。アルバイトは3つの種類があるけれど、同時進行が可能である。ゴールドは、カードのレベルを上げたり、ルームのインテリアを入手するのに必要となっている。

## CD

### vocal CDシリーズ[ドラマパート＋楽曲]
| 発売日         | タイトル                                          | 収録曲            |
| -------------- | ------------------------------------------------- | ----------------- |
| 2014年10月31日 | DYNAMIC CHORD vocalCDシリーズvol.1 [rêve parfait] | Christmas Carol   |
| 2014年10月31日 | DYNAMIC CHORD vocalCDシリーズvol.2 Liar-S         | RISE'n SHINE      |
| 2014年10月31日 | DYNAMIC CHORD vocalCDシリーズvol.3 KYOHSO         | x-maniac          |
| 2015年5月27日  | DYNAMIC CHORD vocalCDシリーズvol.4 apple-polisher | Against the Rules |

### ドキュメンタリーCD[ドラマパート＋楽曲]
| 発売日         | タイトル                                        | 収録曲                                                            |
| -------------- | ----------------------------------------------- | ----------------------------------------------------------------- |
| 2015年11月25日 | DYNAMIC CHORD documentaryCD feat.apple-polisher | real sensation LIVE ver. this song is dedicated to you. LIVE ver. |

### love U kissシリーズ[ドラマパートのみ]
| 発売日         | タイトル                                               |
| -------------- | ------------------------------------------------------ |
| 2015年1月30日  | DYNAMIC CHORD love U kiss series vol.1 ~King~          |
| 2015年1月30日  | DYNAMIC CHORD love U kiss series vol.2 ~Bishop~        |
| 2015年1月30日  | DYNAMIC CHORD love U kiss series vol.3 ~Rook~          |
| 2015年4月24日  | DYNAMIC CHORD love U kiss series vol.4 ～檜山朔良～    |
| 2015年4月24日  | DYNAMIC CHORD love U kiss series vol.5 ～珠洲乃千哉～  |
| 2015年4月24日  | DYNAMIC CHORD love U kiss series vol.6 ～結崎芹～      |
| 2015年7月31日  | DYNAMIC CHORD love U kiss series vol.7 ～YORITO～      |
| 2015年7月31日  | DYNAMIC CHORD love U kiss series vol.8 ～TOKIHARU～    |
| 2015年7月31日  | DYNAMIC CHORD love U kiss series vol.9 ～YUU～         |
| 2016年2月24日  | DYNAMIC CHORD love U kiss series vol.10 ～Knight～     |
| 2016年5月25日  | DYNAMIC CHORD love U kiss series vol.11 ～榛名宗太郎～ |
| 2016年8月31日  | DYNAMIC CHORD love U kiss series vol.12 ～SHINOMUNE～  |
| 2016年11月30日 | DYNAMIC CHORD love U kiss series vol.13 ～Kuro～       |
| 2016年11月30日 | DYNAMIC CHORD love U kiss series vol.14 ～UK～         |
| 2016年12月21日 | DYNAMIC CHORD love U kiss series vol.15 ～Toi～        |
| 2016年12月21日 | DYNAMIC CHORD love U kiss series vol.16 ～NaL～        |

### shuffle CDシリーズ[ドラマパート＋楽曲]
| 発売日         | タイトル                                                   | 収録曲                        |
| -------------- | ---------------------------------------------------------- | ----------------------------- |
| 2015年12月25日 | DYNAMIC CHORD shufflelCDシリーズvol.1 Rabbit Clan          | SWEET DREAMS                  |
| 2015年12月25日 | DYNAMIC CHORD shuffleCDシリーズvol.2 KICKS                 | believe in you, believe in me |
| 2015年12月25日 | DYNAMIC CHORD shuffleCDシリーズvol.3 TAMELILY              | Pinky Lilyの咲くころに        |
| 2017年2月22日  | DYNAMIC CHORD shuffleCDシリーズ2nd vol.1 TRYS              | TRY TO RISE                   |
| 2017年2月22日  | DYNAMIC CHORD shuffleCDシリーズ2nd vol.2 緋ノ耶魔隊        | ROCK WITH YOU                 |
| 2017年2月22日  | DYNAMIC CHORD shuffleCDシリーズ2nd vol.3 Sugar★Toxic★Panic | LOCK🔑 YOU UP                 |
| 2017年2月22日  | DYNAMIC CHORD shuffleCDシリーズ2nd vol.4 Mr.Perfect        | Mr.Perfect                    |

### バケーショントリップCDシリーズ[ドラマパートのみ]
| 発売日         | タイトル                                             |
| -------------- | ---------------------------------------------------- |
| 2016年12月22日 | DYNAMIC CHORD Vacation Trip CD series KYOHSO         |
| 2016年12月22日 | DYNAMIC CHORD Vacation Trip CD series Liar-S         |
| 2017年3月14日  | DYNAMIC CHORD Vacation Trip CD series [rêve parfait] |
| 2017年3月14日  | DYNAMIC CHORD Vacation Trip CD series apple-polisher |

### 楽曲CD[原作]
| 発売日         | タイトル                                      | バンド                                      | 収録曲 | 補足                               |
| -------------- | --------------------------------------------- | ------------------------------------------- | --- | ---------------------------------- |
| 2015年5月27日  | JUDGEMENT/Snow-White                          | [rêve parfait]                              | （タイトル同様）                                                                                                 |                                    |
| 2015年8月26日  | グッバイ サブウェイ/STELLA                    | Liar-S                                      | （タイトル同様）                                                                                                 |                                    |
| 2015年10月28日 | Roots of Life/precog                          | KYOHSO                                      | （タイトル同様）                                                                                                 |                                    |
| 2016年3月30日  | real sensation/this song is dedicated to you. | apple-polisher                              | （タイトル同様）                                                                                                 | アーティストボイスメッセージも収録 |
| 2016年3月30日  | ミニアルバム『BEAUTIFUL DREAMER』             | [rêve parfait]                              | JUDGEMENT Christmas Carol Snow-White RAIN KEEPS FALLIN’ BEAUTIFUL DREAMER                                        |                                    |
| 2017年1月25日  | ミニアルバム『silent sun』                    | KYOHSO                                      | Roots of Life x-maniac deep dive precog piano ver. silent sun                                                    |                                    |
| 2017年4月26日  | CHECK☆MATE☆TONIGHT/K・O・I                    | [rêve parfait]                              | （タイトル同様）                                                                                                 |                                    |
| 2017年4月26日  | beat goes on/what have you done for...        | apple-polisher                              | （タイトル同様）                                                                                                 |                                    |
| 2017年5月31日  | ミニアルバム『ROUND AND ROUND』               | Liar-S                                      | wanna take a ride? ROUND AND ROUND STELLA ALWAYS ジェネシス                                                      |                                    |
| 2018年5月30日  | ミニアルバム『everytime i see your face』     | apple-polisher                              | Against the Rules this song is dedicated to you. everytime i see your face what have you done for... Star-flakeS |                                    |
| 2019年1月23日  | ベストアルバム『DYNAMIC CHORD THE BEST』      | [rêve parfait] Liar-S KYOHSO apple-polisher | 各バンド2曲ずつの楽曲を収録                                                                                      | ゲームのメインテーマのBGMも2曲収録 |

### 楽曲CD[TVアニメ主題歌＋カップリング楽曲]
| 発売日         | タイトル                                                           | バンド                                      | 収録曲                                                         | 補足                    |
| -------------- | ------------------------------------------------------------------ | ------------------------------------------- | -------------------------------------------------------------- | ----------------------- |
| 2017年10月18日 | TVアニメ『DYNAMIC CHORD』オープニング「p.s. i hate you?xxx」       | [rêve parfait]                              | p.s. i hate you♡xxx —since you been gone—                      |                         |
| 2017年10月18日 | TVアニメ『DYNAMIC CHORD』エンディングテーマ 「because the sky...」 | KYOHSO                                      | because the sky... in the dusk                                 |                         |
| 2017年11月8日  | TVアニメ『DYNAMIC CHORD』エンディングテーマ「ダイアモンドアイズ」  | Liar-S                                      | ダイアモンドアイズ Flight to Nowhere                           |                         |
| 2017年11月29日 | TVアニメ『DYNAMIC CHORD』エンディングテーマ「BACK 2 SQUARE 1」     | apple-polisher                              | BACK 2 SQUARE 1 HOLDING OUT                                    |                         |
| 2018年2月14日  | TVアニメ『DYNAMIC CHORD』The four SEASONS                          | [rêve parfait] Liar-S KYOHSO apple-polisher | アクシデンタルデート GIFT PURPLE RED SKY SILENT NIGHT Dear my… | TVアニメのBGMも10曲収録 |

## テレビアニメ
2017年1月15日に開催された『DYNAMIC CHORD NO LIMIT VOCAL LIVE 2017』にてアニメ化が発表され、同年10月から12月までTBS、CBC、BS-TBSにて放送された。ゲーム版とは時代が数年違って男女の恋愛要素もない。3話ずつかけて各バンドに焦点をあてた内容である。

### 作画崩壊・反響
本作の特徴として、オープニング映像の動きが極端に少ない、Y字路でセンターラインまでもY字状に分かれている、といった作画崩壊と言える場面が多いことで話題を呼んだ。更に、街並みの構造も頻繁に変わるため視聴者からは「ダイナミックシティ」「ダイナミックビル」と呼ばれるなど作中に登場する物に「ダイナミック」をつける言い回しが広まった。
サウンド面ではショックなシーンでピアノの不協和音の効果音が2回流れた後に1音ずつ区切って流れることから通称「追いピアノ」と名付けられたり（正式タイトルは『DYNAMIC PIANO』）されている。ちゆからは曲の出来は良くてもオープニングを聞くと別れた彼女が別の男と楽しそうな様子を許せない恨み節を歌ったいわゆる「病み系ソング」だったり、クリスマスソングなのに「あなたが死ぬ日まで君を許さない」「僕はルシファーになる」などの奇怪な歌詞だったり、作画や描写不足含めてこの点でも「ダイナミック」なアニメだと評されている。
アニメ監督の伊藤智彦は、本作の絵コンテに参加を打診されていたものの拒否しており、放送されたものを見て「すごかった」「2017年にああいった作品が見られてなんかホッとするというか。ああ、アニメって昔こうだったな、とか思いながらチェックしてました」「俺は普通にオンエアを見た上でさらにニコニコ動画で実況付きのものと計2回見ていますからね。そういう意味では愛される作品です」と語っている。

### スタッフ
- 原作 - honeybee black（アスガルド）
- 監督・シリーズ構成・絵コンテ - 影山楙倫[15]
- 助監督 - 安江菜津美
- キャラクターデザイン - 梅津泰臣[16]
- 総作画監督 - 斉藤香、宮田奈保美（第4話 - ）、Hue Hey-Jung（第7話 - ）
- プロップデザイン - 大河広行、村田護郎
- 色彩設計 - 長尾朱美[15]
- 美術監督 - 片平真司（第1 - 6話）→Cho Han-Mo（第7話 - ）[15]
- 美術設定 - 合同会社スリーペンズ（第8話 - ）
- 撮影監督 - 菅原徹[15]
- 編集 - 佐々木紘美[15]
- 音響監督 - 本田保則[15]
- 音楽 - 兼松衆
- 劇伴制作 - 日音
- プロデューサー - 村上仁之、髙梨舞[16]、笠井純、因藤悦子、高見正人、清水修[16]、中目孝昭、澁谷知子
- アニメーションプロデューサー - 野崎慎太郎
- アニメーション制作 - studioぴえろ[15]
- 制作協力 - studioぴえろ+[15]
- 製作協力 - アスガルド、オーバーラップ、カルチュア・エンタテインメント、ぴえろ、日音、日本コロムビア
- 製作 - DYNAMIC CHORD Project、TBS

### 主題歌
オープニングテーマ「p.s. i hate you♡xxx」
作詞 - Knight / 作曲 - King & Rock / 歌 - [rêve parfait]［King（江口拓也）］
エンディングテーマ
「because the sky...」 （第1話 - 第3話）
作詞 - YORITO / 作曲 - TOKIHARU / 歌 - KYOHSO［YORITO（森久保祥太郎）］
「ダイアモンドアイズ」 （第4話 - 第6話)
作詞・作曲 - 珠洲乃千哉 / 歌 - Liar-S
「BACK 2 SQUARE 1」 （第7話 - 第9話）
作詞 - NaL / 作曲 - UK / 歌 - apple-polisher
「アクシデンタルデート」（第10話 - 第12話）
作詞 - Knight / 作曲 - Bishop / 歌 - [rêve parfait]

挿入歌
「Against the Rules」（第1話、第7話）
作詞 - NaL / 作曲 - UK / 歌 - apple-polisher
「ALWAYS」（第1話、第4話、第5話、第6話）
作詞・作曲 - 珠洲乃千哉 / 歌 - Liar-S
「Roots of Life」（第1話、第2話）
作詞 - YORITO / 作曲 - TOKIHARU / 歌 - KYOHSO
「BEAUTIFUL DREAMER」（第1話、第2話、第4話）
作詞 - Knight / 作曲 - Bishop / 歌 - [rêve parfait]
「CHECK☆MATE☆TONIGHT」（第2話）
作詞 - Knight / 作曲 - Rook / 歌 - [rêve parfait]
「K･O･I」（第2話、第11話）
作詞 - Knight / 作曲 - Rook / 歌 - [rêve parfait]
「RISE'n SHINE」（第5話）
作詞・作曲 - 珠洲乃千哉 / 歌 - Liar-S
「this song is dedicated to you.」（第7話、第8話）
作詞 - NaL / 作曲 - Toi / 歌 - apple-polisher
「deep dive」（第8話）
作詞 - YORITO / 作曲 - TOKIHARU / 歌 - KYOHSO
「RAIN KEEPS FALLIN'」（第9話）
作詞 - Knight / 作曲 - King / 歌 - [rêve parfait]
「BACK 2 SQUARE 1」（第10話、第11話）
作詞 - NaL / 作曲 - UK / 歌 - apple-polisher
「because the sky...」（第10話、第11話）
作詞 - YORITO / 作曲 - TOKIHARU / 歌 - KYOHSO
「ダイアモンドアイズ」（第10話、第11話）
作詞・作曲 - 珠洲乃千哉 / 歌 - Liar-S
「Christmas Carol」（第11話）
作詞 - Knight / 作曲 - King / 歌 - [rêve parfait]
「GIFT」（第12話）
作詞 - YORITO / 作曲 - TOKIHARU / 歌 - KYOHSO
「PURPLE RED SKY」（第12話）
作詞・作曲 - 珠洲乃千哉 / 歌 - Liar-S
「SILENT NIGHT」（第12話）
作詞 - NaL / 作曲 - UK / 歌 - apple-polisher
「Dear my…」（第12話）
作詞 - Knight / 作曲 - King / 歌 - [rêve parfait]

### 各話リスト
| 話数   | サブタイトル     | 脚本     | 演出         | 作画監督 |
| ------ | ---------------- | -------- | ------------ | --- |
| act.1  | Spring rain      | 影山楙倫 | 篠崎康行     | Hue Hey-Jung |
| act.2  | Unreachable wish | 影山楙倫 | 篠崎康行     | Hue Hey-Jung、Kim Yoo-Mi、Park Hey-Ran                                                                           |
| act.3  | Requiem          | 影山楙倫 | 松本マサユキ | 斉藤和也、櫻井司                                                                                                 |
| act.4  | Summer holiday   | 影山楙倫 | 松川朋弘     | 福井智子、In Taesun                                                                                              |
| act.5  | Spirits          | 勝治京子 | 湖山禎崇     | 山科和佳菜、秦知世、大久保修、重松晋一 飯塚葉子、松本弘、松岡秀明、片山美和 野口征恒、岡昭彦、徳田拓也、近藤瑠衣 |
| act.6  | Best memories    | 勝治京子 | 佐土原武之   | Park Sang-Ho |
| act.7  | Autumn breeze    | 勝治京子 | 松本マサユキ | Park Hey-Ran、有泉洋子、櫻井司                                                                                   |
| act.8  | Shook            | 勝治京子 | 藤本義孝     | Hue Hey-Jung、本泉なおや                                                                                         |
| act.9  | Roots            | 勝治京子 | 藤本義孝     | Hue Hey-Jung |
| act.10 | Cold winter      | 勝治京子 | 西村博昭     | 木上炯仁、飯野皓、青鉢芳信 小川一郎、清原寮                                                                      |
| act.11 | Snowing          | 勝治京子 | 藤本義孝     | Park Sang-Ho |
| act.12 | Christmas Day    | 勝治京子 | 藤本義孝     | Hue Hey-Jung |

### 放送局
| 放送期間                      | 放送時間                     | 放送局         | 対象地域   | 備考                      |
| ----------------------------- | ---------------------------- | -------------- | ---------- | ------------------------- |
| 2017年10月6日 - 12月22日      | 金曜 1:58 - 2:28（木曜深夜） | TBSテレビ      | 関東広域圏 | 製作局 / 字幕放送         |
| 2017年10月7日 - 2018年1月6日  | 土曜 3:09 - 3:39（金曜深夜） | CBCテレビ      | 中京広域圏 |                           |
| 2017年10月8日 - 2018年1月7日  | 日曜 1:00 - 1:30（土曜深夜） | BS-TBS         | 日本全域   | BS放送                    |
| 2017年10月16日 - 2018年1月8日 | 月曜 1:00 - 1:30（日曜深夜） | TBSチャンネル1 | 日本全域   | CS放送 / リピート放送あり |

- 当初TBSテレビでは11月17日（16日深夜）にact.7を放送予定だったが『アジアプロ野球チャンピオンシップ 日本×韓国』（19:00 - 23:45）延長に伴う対応により休止、TBSでは11月23日（22日深夜）2:37 - 3:07に振替放送。以降、TBS以外の放送局は1週遅れ放送となる。

| 配信期間         | 配信時間        | 配信サイト                                  | 備考                      |
| ---------------- | --------------- | ------------------------------------------- | ------------------------- |
| 2017年10月6日 -  | 金曜 6:00 更新  | ニコニコ動画 / ひかりTV / Amazonビデオ      |                           |
|                  | 金曜 10:00 更新 | VIDEX / U-NEXT                              |                           |
|                  | 金曜 12:00 更新 | dアニメストア / アニメ放題                  |                           |
|                  | 金曜 19:00 更新 | TSUTAYA TV                                  |                           |
|                  | 金曜 23:00 -    | ニコニコ生放送                              |                           |
| 2017年10月7日 -  | 土曜 0:00 更新  | GYAO!                                       |                           |
| 2017年10月8日 -  | 日曜 0:00 更新  | J:COMオンデマンド / ビデオパス / みるプラス |                           |
| 2017年10月10日 - | 火曜 0:00 更新  | ふらっと動画 / Google Play / YouTube        |                           |
|                  | 火曜 12:00 更新 | dTV                                         |                           |
| 2017年10月27日 - | 金曜 12:00 更新 | バンダイチャンネル                          | 初回のみ1話 - 4話同時配信 |

### BD / DVD
| 巻 | 発売日        | 収録話         | 規格品番  | 規格品番  |
| 巻 | 発売日        | 収録話         | BD        | DVD       |
| -- | ------------- | -------------- | --------- | --------- |
| 1  | 2018年2月28日 | 第1話 - 第6話  | OVXN-0036 | OVBA-1062 |
| 2  | 2018年3月28日 | 第7話 - 第12話 | OVXN-0038 | OVBA-1064 |

| TBSテレビ 金曜 1:58（木曜深夜）枠 | TBSテレビ 金曜 1:58（木曜深夜）枠 | TBSテレビ 金曜 1:58（木曜深夜）枠 |
| 前番組                            | 番組名                            | 次番組                            |
| --------------------------------- | --------------------------------- | --------------------------------- |
| コンビニカレシ                    | DYNAMIC CHORD                     | ミイラの飼い方                    |

## Webラジオ
『DYNAMIC CHORD [rêve parfait] CHECK☆MATE☆STATION』は、2017年4月7日から9月22日まで音泉にて隔週金曜日に配信された番組。パーソナリティはBishop役の木村良平とRook役の鳥海浩輔。
ゲスト
- 第 9回（2017年7月28日） - 柿原徹也（結崎芹 役）
- 第10回（2017年8月11日） - 立花慎之介（TOKIHARU（英時明） 役）
- 第12回（2017年9月 8日） - 寺島拓篤（檜山朔良 役）
- 第13回（2017年9月22日） - 広瀬裕也（Knight（香椎亜貴） 役）

## 漫画版
月刊Gファンタジーにて2017年12月号から2018年11月号まで連載された。作画は因幡シホ。
- DYNAMIC CHORD 第1巻（2018年6月27日発売、ISBN 978-4757557710）
- DYNAMIC CHORD 第2巻（2018年12月27日発売、ISBN 978-4757559660）

## 舞台
『DYNAMIC CHORD the STAGE』が、2019年5月11日から15日にかけてヒューリックホール東京で行われた。KYOHSOとLiar‐Sをメインにした物語と、[reve parfait]とapple-polisherをメインとした物語が回替わりで、それぞれ全4回（合計8回）公演された。脚本をおかざきさとこ、演出を石岡貢二郎が手がける。舞台オリジナルキャラクターとして元バンドマン・聖矢（演 - 笹翼）が登場する。

## イベント
DYNAMIC CHORD NO LIMIT LIVE 2015
2015年9月27日に品川ステラボールを会場に、「partI～LIGHT～」と「partII～SHADOW～」の2部制でライブイベントが行われた。出演者は[rêve parfait]、Liar-S、KYOHSO。
DYNAMIC CHORD NO LIMIT VOCAL LIVE 2017
2017年1月15日に品川ステラボールを会場に、「partI～LIGHT～」と「partII～SHADOW～」の2部制でライブイベントが行われた。出演者は[rêve parfait]、Liar-S、KYOHSO、apple-polisherの各ボーカル担当。2017年9月3日に丸の内ピカデリー、2017年9月17日になんばパークスシネマで、公演の模様のDVD発売を記念した上映会も行われた。
「DYNAMIC CHORD」PREMIUM FAN MEETING 2018
2018年7月21日に品川ステラボールを会場に、「PARTI」と「 PARTII」の2部制でテレビアニメのイベントとしてファンミーティングが行われた。出演者は[rêve parfait]、Liar-S、KYOHSO、apple-polisherの各ボーカル担当で、それ以外に司会として木村良平（百瀬つむぎ役）、鳥海浩輔（月野原久遠役）の2名が参加。